# Шеллинг, Фридрих Вильгельм Йозеф
Фри́дрих Ви́льгельм Йозеф Ше́ллинг (нем. Friedrich Wilhelm Joseph Schelling; 27 января 1775[…], Леонберг, Штутгарт — 20 августа 1854[…], Бад-Рагац, Санкт-Галлен) — немецкий философ

, один из главных представителей немецкого идеализма.
Входил в круг первых (йенских) романтиков. В 1812 году получил право на дворянскую частицу «фон». Отталкиваясь от идей Иоганна Готлиба Фихте, развил принципы объективно-идеалистической диалектики природы как живого организма, бессознательно-духовного творческого начала, восходящей системы ступеней («потенций»), характеризующейся полярностью, динамическим единством противоположностей.
Шеллинг пользовался огромным авторитетом у русских мыслителей и литераторов второй четверти XIX века. Его посещали П. Чаадаев, Ф. Тютчев, А. Тургенев, братья Киреевские, М. Погодин, С. Шевырёв, В. Одоевский, А. Хомяков и другие.

## Биография
Фридрих Вильгельм Йозеф Шеллинг родился 27 января 1775 года в вюртембергском городке Леонберге в семье протестантского священника.
Его двоюродный брат Христоф Готфрид Бардили — немецкий философ и преподаватель.
Среднее образование Шеллинг получил в нюртингенской латинской школе и в Бебенгаузенском теологическом учебном заведении, преподаватели которого оценили его рано созревший ум.
В 1790 году 15-летний Шеллинг поступил в Тюбингенский университет с характеристикой «ingenium praecox» (нем. и лат. «скороспелый талант»). В университете интересы Шеллинга делились между философией и теологией. В 1792 году он защитил магистерскую диссертацию об истолковании библейского мифа о грехопадении. Познакомившись с философией Канта, с первыми работами Фихте, в 19 лет он сам выступил на философское поприще, сначала как последователь и истолкователь Фихте. Его друзьями стали Гегель и Гёте. По окончании университетского курса в 1795 году Шеллинг три года исполнял обязанности домашнего учителя, в условиях, весьма благоприятных для его собственных занятий.
В 1798 году Шеллинг стал профессором Йенского университета. В это же время он вступил в тесное общение с кружком романтиков — братьями Шлегель, Гарденбергом и др. Душой этого кружка была Каролина Шлегель, жена Августа Вильгельма Шлегеля, которая в 1803 году развелась с мужем и вышла замуж за 27-летнего Шеллинга. В 1803—1806 годах Шеллинг преподавал в Вюрцбургском университете, после чего переехал в Мюнхен, где стал штатным сотрудником Баварской академии наук и секретарём Академии художеств. Не оставляя своей официальной должности в Мюнхене, он некоторое время читал лекции в Штутгарте (Штутгартские частные лекции, 1810) и в университете Эрлангена (1820—1827). В 1809 году умерла его жена Каролина и спустя три года он вновь женился, на Паулине Готтер, в которой он нашёл верного спутника. В 1829 году с Шеллингом встречался Пётр Киреевский, который писал: «… я думал найти старика дряхлого, больного и угрюмого, человека, раздавленного под тяжёлой ношею мысли, какого видал на портретах Канта; но я увидел человека, по наружности лет сорока, среднего роста, седого, несколько бледного, но Геркулеса по крепости сложения, с лицем спокойным и ясным».
В 1841 году Шеллинг был назначен личным советником и членом Берлинской академии в Берлине и стал читать лекции в Берлинском университете. В лекциях Шеллинга, читанных в университете в 1841—1842 годах и обнародованных Паулусом, находится уже полное признание системы абсолютного идеализма, как замечательного завершения его собственной философии тождества. В числе его слушателей были: Бакунин, Кьеркегор, Фридрих Энгельс, Якоб Буркхардт, Леопольд фон Ранке, Александр фон Гумбольдт. Кьеркегор разочарованно писал: «Я слишком стар, чтобы слушать лекции, так же как Шеллинг слишком стар, чтобы читать лекции».
Судебный процесс, который Шеллинг начал против Паулуса, обнародовавшего без разрешения Шеллинга его лекции с их резкой критикой, окончился не в его пользу, так как суд затруднился признать обнародование лекций, связанное с критическим обсуждением, за предусмотренную законом «перепечатку». Оскорблённый Шеллинг навсегда прекратил чтение лекций. Его заслуги на службе были отмечены 31 мая 1842 года орденом Pour le Mérite.
Последние годы глубокой старости Шеллинг провёл окружённый оставшимися ему верными друзьями и многочисленной семьёй (две дочери, три сына). За год до своей смерти Шеллинг получил от короля Максимилиана II, своего бывшего ученика, посвящённый ему сонет, заключительная строфа которого очень метко характеризует широкий и возвышенный полёт его философской мысли: «Ты смеешь перешагивать овраги, что верующих с думающими всегда разъединяли и для которых мудрецы не видели моста».

## Философия Шеллинга

### Общая характеристика творческих периодов
Философия Шеллинга не представляет собой вполне объединённого и законченного целого, а скорее несколько систем, последовательно развитых им в течение жизни.
Первый период в развитии философии Шеллинга состоит в исследовании гносеологической проблемы основного принципа познания и возможности познания с точки зрения критики видоизменённого Фихте. Главной задачей второго периода является конструирование природы как саморазвивающегося духовного организма. Система тождества, характеризующая третий период, состоит в раскрытии идеи абсолютного как тождества основных противоположностей реального и идеального, конечного и бесконечного. В четвёртом периоде Шеллинг излагает свою философию религии — теорию отпадения мира от бога и возвращения к богу при посредстве христианства. К этому же периоду примыкает, в качестве дополнения, «положительная» философия, известная только по читанным Шеллингом лекциям. В ней философия религии излагается не как предмет рационального познания, а как интуитивно открываемая истина. С этой точки зрения положительная философия является в то же время философией мифологии и откровения.

### Первый период
Исследование проблемы познания приводит Шеллинга к точке зрения наукословия. Прежде всего Шеллинг устанавливает, что основной принцип познания должен отличаться безусловностью и полным единством. Это безусловное и единое можно искать в сферах объективного или субъективного. В первом случае мы приходим к догматическому разрешению проблемы, во втором — к критическому. Ошибка догматизма состоит в том, что он принимает объекты за нечто безусловное, между тем как в действительности каждый объект обусловлен субъектом. В объектах или вещах нельзя искать основного принципа познания. Но и субъект в свою очередь не есть нечто безусловное, а обусловлен объектом. Поэтому для обоснования познания необходимо подняться выше обусловленности субъекта и объекта. Таким высшим является безусловный субъект или безусловное «я». Это понятие следует мыслить, по Шеллингу, совершенно аналогично Спинозовской субстанции. Абсолютное «я» есть нечто первоначальное, абсолютно единая причина самого себя — и вместе с тем абсолютная, все производящая сила. Считая свою точку зрения вполне согласной с духом критицизма, Шеллинг подвергает традиционное понимание Канта решительной критике.
Самую грубую ошибку современных ему кантианцев Шеллинг видит в признании «вещей в себе». Понятие это служит источником непримиримых противоречий и приводит критицизм к противоположной ему догматической точке зрения. Отрицание понятия вещи в себе Шеллинг обосновывает двояко: исходя из практического и из теоретического критицизма. Как критицизм, так и догматизм выведены каждый из одного принципа, в первом случае — из понятия субъекта, во втором — объекта, и в этом смысле являются системами тождества. Их существенное различие сказывается в сфере практической философии. Догматизм есть философия необходимости, критицизм — философия свободы. Свобода, в сущности, есть основной и самый ценный принцип критицизма, с которым и должна сообразоваться вся система. Но понятие «вещи в себе», как некоторого абсолютного объекта, стоит с понятием свободы в непримиримом противоречии. Субъект, которому противостоит абсолютно независимый объект в виде непознаваемой «вещи в себе», не может быть свободным. Лишь в том случае, если объект всецело и без остатка выводится из субъекта, может идти речь о свободе и может быть установлено понятие абсолютного субъекта. Но и в сфере чисто теоретической «вещь в себе» должна быть признана понятием недопустимым. Познание есть совпадение представления и познаваемой вещи. Предмет, совершенно независимый от познания и абсолютно чуждый деятельности представления, никак не может согласоваться с представлением, а потому и не может быть познан. Таким образом понятие познания не допускает существования абсолютно чуждого познанию объекта, то есть «вещи в себе». При предположении такого объекта факт познания становится невозможным и немыслимым.
Мало того: Шеллинг устанавливает, что, допуская мир «вещей в себе», мы приходим к очевидной нелепости. Если духу познающего субъекта противостоит мир «вещей в себе», не имеющий с ним ничего общего, то воздействие этого мира на познающий дух становится непонятным и во всяком случае может быть мыслимо лишь как нечто совершенно случайное. Между тем мир кажется нам закономерным. Наш рассудок устанавливает закономерные принципы, которые почему-то вполне совпадают с ходом мировых событий. Выходит, что как будто бы этот абсолютно чуждый и независимый от нас мир «вещей в себе» каким-то непостижимым образом повинуется совершенно для него чуждым законам нашего же рассудка. «Никогда не существовало, — восклицает Шеллинг, — более странной и забавной системы». Может ли быть, чтобы этому учил сам Кант? Шеллинг отвечает на этот вопрос отрицательно и винит во всем современных ему кантовских «иерофантов», которые, предпочитая букву Кантовской философии её духу, вносят в неё непримиримый дуализм. Вина Канта, по мнению Шеллинга, заключается лишь в том, что он дал повод к подобным толкованиям, разъединив теоретическую и практическую философию, которые в сущности составляют одно целое с центральным понятием абсолютной свободы. Правильно понятая система Канта приводит к строгому гносеологическому монизму, то есть к полному отрицанию «вещи в себе» и к признанию всего познания свободно развивающимся из абсолютного «я». Критика «вещи в себе» — этой Ахиллесовой пяты всего критицизма — сделала неизбежным для Шеллинга переход к субъективному идеализму Фихте. В самом деле, если даже предположить вещь в себе как чисто проблематическое или пограничное понятие, мы не можем избавиться от следующей дилеммы: или «вещи в себе» существуют, или не существуют (tertium non datur).
Если вещи в себе существуют, мы приходим к той коренной несообразности чудодейственного совпадения мирового порядка с законами разума, которую так метко разоблачил Шеллинг. Очевидно, единственно возможное решение дилеммы — второе, состоящее в утверждении, что вещей в себе нет. Шеллинг не заметил только, что, «освобождая» критицизм от противоречия, он сам в действительности освобождался от влияния исторического Канта и, разрушая пути критицизма, переходил к свободной метафизике. Итак, — утверждает Шеллинг, — объекты не существуют вне духа, но возникают в духе, в самотворческом духовном процессе. В этом процессе необходимо различать бессознательную или подготовительную стадию и следующее за ней сознание. То, что является созданным в бессознательном процессе, представляется пробудившемуся сознанию как нечто извне данное — как внешний мир или природа. Природа развивается совершенно свободно. Чистая и автономная воля есть то духовное начало, которое находится в основе этого развития.
В этом утверждении Шеллинг, вместе с Фихте, предвосхищает философию воли Шопенгауэра. Фихте лишь абстрактно наметил бессознательный процесс развития природы и оставил неразработанной весьма важную задачу, состоящую в обнаружении этого развития в конкретной действительности. Для разрешения этой задачи нужно обратиться к содержанию эмпирических наук и конструировать развитие природы, применяясь к данному фактическому материалу. Необходимо пробиться из тесных рамок абстрактных рассуждений «в свободное и открытое поле объективной действительности». Эту задачу и взял на себя Шеллинг во втором, натурфилософском, периоде своей деятельности.

### Второй период

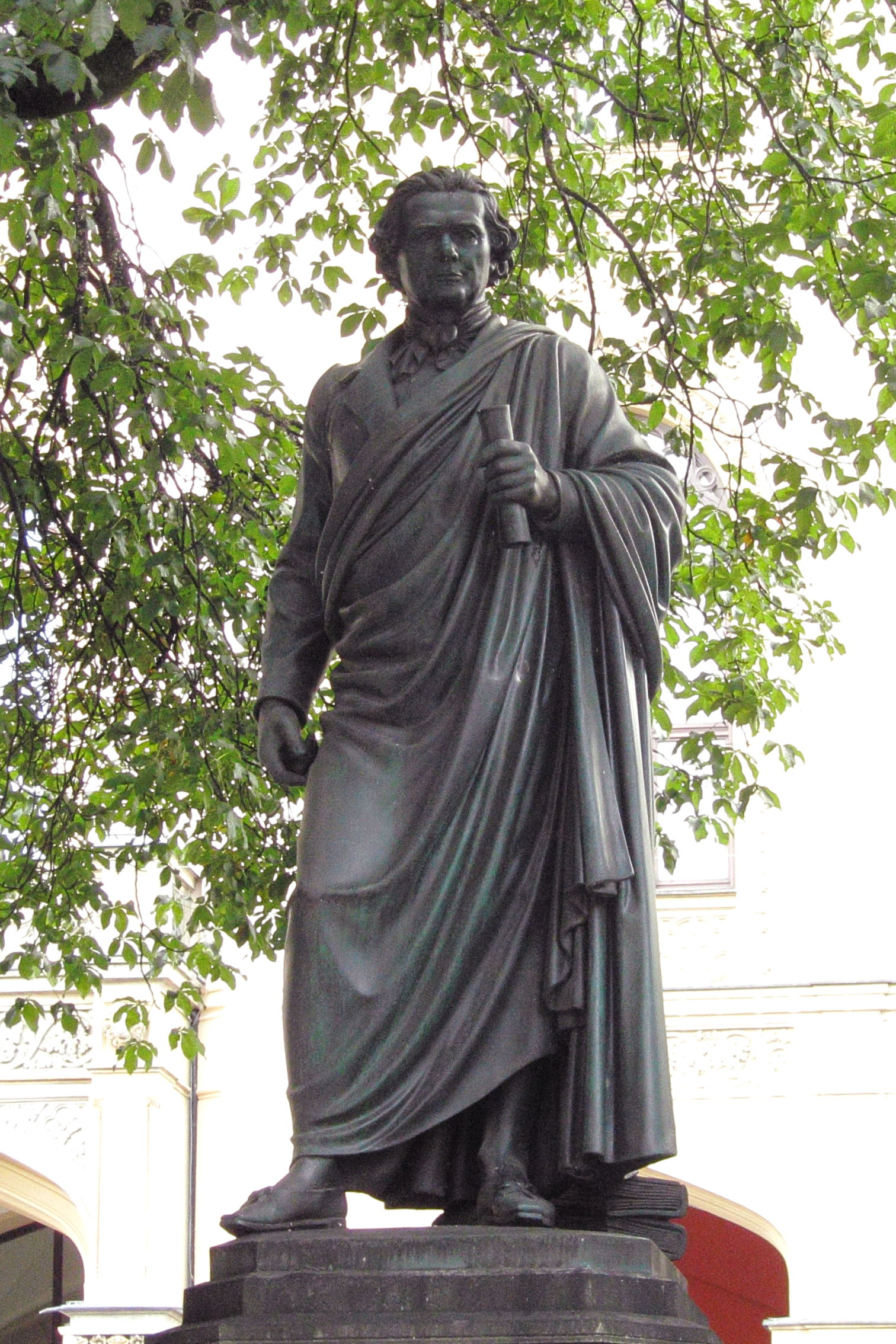
Мюнхенский памятник Шеллингу (1861)

Обращение к натурфилософии вытекало не только из философских проблем: оно требовалось также развитием эмпирических наук и вообще отвечало всем интеллектуальным интересам того времени. Неясные и загадочные явления электричества, магнетизма и химического сродства привлекали в конце XVIII в. общее внимание. В это же время обнародовал своё открытие Гальвани, учение о флогистоне сменилось кислородной теорией Лавуазье и в медицинском мире Германии распространилась теория возбудимости Джона Брауна. Все это требовало объединения и общего объяснения.
Между всеми новооткрытыми явлениями природы смутно чувствовалось какое-то родство и зависимость. Нужно было найти общий принцип, раскрывающий загадку природы и дающий возможность установить внутреннюю связь всех её проявлений. Такой принцип могла дать только философия. Шеллинг ясно понял запросы времени и направил свои силы на их удовлетворение. В нём было необходимое для разрешения натурфилософских проблем сочетание глубокой философской мысли с трезвым и зорким взглядом натуралиста. И если натурфилософия Шеллинга оказалась во многих отношениях предприятием неудачным и давшим лишь эфемерные результаты, то причину этого следует видеть не в отсутствии у Шеллинга необходимого таланта или познаний, а в чрезвычайной трудности натурфилософских проблем, особенно в то время, при полной неразработанности эмпирических наук.
Натурфилософия Шеллинга имела несколько выражений в многочисленных сочинениях, написанных одно после другого в период времени от 1797 до 1802 года. Первые сочинения имеют характер набросков или эскизов. По мере развития своего миросозерцания Шеллинг дополнял и видоизменял прежде высказанные взгляды и излагал свою теорию в новых, более законченных и обработанных формах. В последних его натурфилософских сочинениях зарождается уже новая фаза его философского развития, выразившаяся в философии тождества.
Сначала внимание Шеллинга обращено было преимущественно на конкретные и чувственные проявления природы. Здесь пантеизм Шеллинга имеет натуралистический и даже антирелигиозный характер. Характерно относящееся к этому времени натурфилософское стихотворение Шеллинга, обнародованное целиком только после его смерти: «Epikureisches Glaubensbekenntniss Heinz Widerporstens». В нём Шеллинг нападает на туманную религиозность некоторых романтиков (главным образом Шлейермахера и Гарденберга) и исповедует свою религию, которая видит бога только в том, что осязаемо — и действительно, обнаруживает его в дремлющей жизни камней и металлов, в прозябании мха и растений.
Задачей Шеллинга было проследить развитие природы от её низших ступеней до высших проявлений сознательной жизни. Вся природа для Шеллинга есть дремлющая интеллигенция, приходящая к полному пробуждению в человеческом духе. Человек есть высшая цель природы. «Ich bin der Gott, den sie im Busen hegt, der Geist, der sich in Allem bewegt» — восклицает Шеллинг в вышеупомянутом стихотворении.

#### Основной принцип натурфилософии Шеллинга
Основным принципом натурфилософии Шеллинга является единство. С точки зрения этого принципа вся природа представляет как бы один бесконечно разветвляющийся организм. Внутренние силы, обуславливающие развитие различных частей этого организма, всюду одни и те же. Только путём взаимного осложнения и комбинаций они дают столь разнообразные внешние проявления природы. Между неорганической и органической природой нет резких границ. Шеллинг решительно отвергает точку зрения витализма, предполагающую, для объяснения жизненных процессов, особые жизненные силы. Неорганическая природа сама производит из себя органическую. В основе как той, так и другой лежит единый жизненный процесс. Источником этого процесса является мировая душа, оживляющая всю природу. Сущность жизни состоит во взаимодействии сил. Но взаимодействие существует лишь там, где встречаются противоположные силы. Поэтому эту противоположность или двойственность следует признать и в том, что составляет основу жизни, то есть в мировой душе. Но эту двойственность не следует понимать как абсолютное начало; напротив, она коренится в единстве мировой души и вечно стремится к синтезу или примирению, что и осуществляется в полярности.
Двойственность и полярность являются универсальными принципами природы и всякого развития. Всякое действие возникает от столкновения противоположностей, всякий продукт природы обусловливается противоположно направленными деятельностями, относящимися одна к другой, как положительное к отрицательному. Материя есть результат отталкивательных и притягательных сил; магнетизм выражается в противоположности полюсов; такую же противоположность положительного и отрицательного обнаруживает электричество; химическое сродство наиболее резко обнаруживается в противоположности кислот и щелочей; вся органическая жизнь, по теории Джона Брауна, состоит в соотношении противоположных сил раздражимости и раздражения; наконец, само сознание обусловлено противоположностью объективного и субъективного.
Натурфилософское исследование, по Шеллингу, коренным образом отличается от эмпирического. Натуралист исследует природу с её внешней стороны, как готовый внешний предмет; при таком исследовании сама сущность её остаётся скрытой и неисследованной. Натурфилософ представляет природу не как нечто данное, но как изнутри образующийся объект. Он заглядывает в самую глубину этого творческого процесса и открывает во внешнем объекте внутренний субъект, то есть духовное начало. «Настало время, — говорит по этому поводу Шеллинг, — когда может быть восстановлена философия Лейбница». Поскольку натурфилософия постигает сущность этого внутреннего начала природы, она может конструировать развитие природы a priori. Конечно, в этом построении ей приходится проверять себя данными внешнего опыта. Но опыт сам по себе выражает только случайное, а не внутренне необходимое.

#### Первая задача натурфилософии
Простейшим проявлением природы является материя. Первая задача натурфилософии состоит в конструировании материи, как пространственно-трёхмерного феномена, из внутренних сил природы. Так как материю и все её свойства Шеллинг сводит всецело на соотношение первичных сил, то это конструирование он называет общей дедукцией динамического процесса. Шеллинг категорически отрицает атомистическую или корпускулярную теорию. В основу динамического процесса он полагает две самые общие и первоначальные силы: притяжение и отталкивание.
В самом конструировании материи он отмечает три момента.
- Первый состоит в равновесии двух противоположных сил в одной точке; в обе стороны от этой точки идёт возрастание противоположно направленных сил. Такое соотношение сил есть магнетизм. В конструировании материи магнетизм обнаруживается как линейная сила и обуславливает собой первое пространственное измерение.
- Вторым моментом является разделение сил, связанных в первом в одной точке. Такое разделение делает возможным распространение сил притяжения и отталкивания под углом к первоначальной линии магнетизма. Этим моментом обуславливается образование второго измерения. Ему соответствует сила электричества. Если магнетизм следует назвать линейной силой, то электричество есть сила поверхностная.
- Синтез магнетизма и электричества образует третий момент, в котором линия магнетизма пересекает поверхность распространения электричества. В результате конструируются все три пространственные измерения.

Границы материальных предметов суть не что иное, как границы действия сил притяжения и отталкивания. Но этих сил мало, чтобы образовать непроницаемое тело. Как границы тела, так и его внутреннее строение состоят из фиксированных точек притяжения и отталкивания. Эта фиксация производится третьей общей силой, которая синтезирует в каждой точке тела две противоположные силы. Эту третью силу, пронизывающую насквозь и во всех направлениях динамическое строение тела, Шеллинг называет тяжестью. От неё зависит плотность тела. Среди сил природы ей соответствует сила химического сродства. Тяжесть есть сила, конструирующая материю в её последнем моменте, определённо связывая все силы притяжения и отталкивания. Химическое сродство обнаруживается уже на образовавшейся материи тоже как синтезирующая сила, заставляющая разнородные тела проникать друг в друга и создавать новые качественно различные виды материи. Описанный порядок конструирования материи не следует понимать в смысле временного порядка.
Это идеальные и безвременные моменты, открываемые лишь интроспективным анализом динамической природы материи. Динамические процессы, конструирующие видимую материю, Шеллинг называет процессами первого порядка или продуктивной природой в первой потенции . Процессы эти недоступны опыту, так как они предшествуют образованию материи. Только процесс третьего момента (тяжесть), совпадающий с появлением материи, обнаруживается и в опыте. Всем этим процессам соответствуют такие же процессы, совершающиеся уже в образовавшейся материи. Это процессы второго порядка или продуктивная природа во второй потенции.
Здесь мы имеем дело с теми явлениями магнетизма и электричества, которые нам известны в опыте. Тяжести во второй потенции соответствует химизм. Сила тяжести обуславливает образование тела, как наполняющего пространство и делающего его непроницаемым. Ей противополагается деятельность второй потенции, делающая пространство проницаемым, что происходит через разрушение синтеза сил притяжения и отталкивания. Эта реконструирующая сила, вносящая жизнь в застывшие и омертвелые формы, называется светом. Деятельность магнетизма, электричества и химизма соединяется в одной общей деятельности — гальванизме.

#### Переход от неорганической к органической природе
В гальванизме Шеллинг видел центральный процесс природы, представляющий переходный феномен от неорганической к органической природе. Соответственно трём основным деятельностям неорганической природы (магнетизм, электричество и химизм) Шеллинг устанавливает (под влиянием Кильмейера) три основные деятельности органической природы:
- чувствительность,
- возбудимость и
- производительную силу.

#### Влияние натурфилософии
Натурфилософия Шеллинга, сравнительно с другими периодами его философской деятельности, имела наибольшее влияние и успех; в ней находили удовлетворение люди самых различных интересов. Для представителей естественных наук натурфилософия являлась системой, обнаруживающей внутреннюю природу явлений, совершенно не поддающуюся эмпирическому исследованию и объяснению. Единство всех сил природы, их внутреннее родство и связь, постепенное развитие природы по ступеням неорганического и органического мира — вот основные идеи Шеллинга, вносившие и поныне вносящие свет во все области естественноисторического исследования. И если натурфилософия Шеллинга, взятая в целом, не могла быть включена в содержание наук, то влияние её основных идей и принципов на последующее развитие различных областей знания было далеко не эфемерное.
Под несомненным влиянием Шеллинга в 1820 году Эрстедом был открыт электромагнетизм. Между сотрудниками и последователями Шеллинга в этом периоде выдаются геолог Стеффенс, биолог Окен, сравнительный анатом К. Г. Карус, физиолог Бурдах, патолог Кизер, физиолог растений Несс фон Эзенбек, медики Шельфер и Вальтер, психолог Шуберт.
Особенно сильно сказалось влияние натурфилософии Шеллинга на медицину. Натурфилософский принцип раздражимости оказался совершенно совпадающим с популярной в то время теорией Брауна. Под влиянием двух приверженцев Шеллинга — Рошлауба и Маркуса в Бамберге — появилась целая плеяда молодых медиков, увлекавшихся идеями Шеллинга и проводивших их в своих диссертациях. По вине ли этих ревностных последователей или вследствие невыработанности в то время собственных воззрений Шеллинга — его идеи получили в медицинских диссертациях довольно юмористическое воспроизведение. В них говорилось, что «организм стоит под схемой кривой линии», что «кровь есть текучий магнит», «зачатие — сильный электрический удар» и т. п. Как и следовало ожидать, враги Шеллинга не замедлили воспользоваться удобным случаем и отнести все эти нелепости на счёт самого Шеллинга.
Не менее сильный энтузиазм вызвала натурфилософия Шеллинга в среде представителей искусства. Философия, открывавшая душу во всех проявлениях живой и мертвой природы, усматривавшая таинственные связи и соотношения между самыми разнообразными её проявлениями и, наконец, сулившая новые и неизведанные формы жизни в бесконечном процессе бытия, — была, конечно, сродни порывам романтического чувства и фантазии современников Шеллинга. Если дозволительно применять общелитературные характеристики к философским системам, то мировоззрение Шеллинга имеет преимущественное право называться философией романтизма.
Основной темой натурфилософии Шеллинга было развитие природы, как внешнего объекта, от низших ступеней до пробуждения в ней интеллигенции. В истории этого развития разрешается, однако, лишь одна сторона общефилософской проблемы о соотношении объективного и субъективного, а именно вопрос о переходе объективного в субъективное. Остаётся неразрешённой другая сторона, касающаяся обратного возникновения объективного в субъективном. Как приходит интеллигенция к воспроизведению природы и как вообще мыслимо это согласование познавательного процесса с объективным развитием природы — вот вопросы, являющиеся темой одного из наиболее законченных сочинений Шеллинга: «System des transcendentalen Idealismus», относящегося к переходному периоду от натурфилософии к философии тождества.

### Третий период
Система трансцендентального идеализма делится, наподобие трёх критик Канта, на три части:
- в первой, теоретической, исследуется процесс объективации, происходящий путём воспроизведения разумом природы объективного;
- во второй, практической, — создание объективного в свободном действии;
- в третьей, эстетической, — процесс художественного творчества, в котором противоположность теоретического и практического начала находит свой высший синтез.

Органом трансцендентального исследования Шеллинг считает интеллектуальную интуицию, то есть способность к внутреннему усмотрению своих собственных актов. В интеллектуальной интуиции интеллигенция непосредственно усматривает свою собственную сущность. В развитии объективного Шеллинг различает три эпохи, в которых интеллигенция последовательно переходит от смутного и связанного состояния к свободному волевому акту.
- Первая эпоха начинается с возникновения ощущения. Ощущение обусловлено собственным самоограничением, полаганием предела своему «я». Оно есть сознание этого ограничения, представляющегося для сознания как что-то внешнее.
- Ощущение, сознанное как внешний объект, явственно различаемый от субъекта, превращается в продуктивное созерцание, знаменующее собой вторую эпоху.
- Третью эпоху составляет рефлексия, то есть свободное рассмотрение продуктов созерцания, обращающееся по произволу от одного объекта к другому.

Этот ход развития объективного в сознании вполне соответствует, по Шеллингу, развитию природы, открываемому в натурфилософии. Как здесь исходным пунктом является самоограничение, так там динамический процесс возникает из ограничения отталкивающей силы притягательной. В одном случае продуктом является ощущение, в другом — материя. Подобным образом все ступени познания соответствуют ступеням природы. Причина этого соответствия и совпадения лежит в том, что оба процесса коренятся в одной и той же сущности и в известном смысле идентичны. Возможность свободного действия обусловлена способностью абсолютно абстрагироваться от всех объектов. При посредстве этого абстрагирования «я» сознаёт себя как самостоятельное, самодеятельное начало. Возникающая при этом деятельность практического «я» становится целеполагаемой. Волевая деятельность направляется на внешние нам индивидуальности. В этом взаимоотношении с другими существами она и получает своё разнообразное содержание.
Трансцендентальный идеализм приводит Шеллинга к пониманию исторического процесса, как осуществления свободы. Однако поскольку здесь имеется в виду свобода всех, а не отдельных индивидуумов, это осуществление имеет своим ограничением правовой порядок. Созидание такого правового порядка совмещает в себе свободу и необходимость. Необходимость присуща бессознательным факторам исторического процесса, свобода — сознательным. Оба процесса ведут к одной и той же цели. Совпадение необходимого и свободного в осуществлении мировой цели указывает на то, что в основе мира лежит некоторое абсолютное тождество, которое и есть бог.
Участие божественной силы в историческом процессе проявляется трояко:
- прежде всего в виде слепой силы рока, властвующего над людьми; таков первый фаталистический период, отличающийся трагическим характером.
- Во втором периоде, к которому относится и современность, властвующим принципом является механическая закономерность.
- В третьем периоде божественная мощь проявится как провидение. «Когда наступит этот период, тогда будет и бог» — загадочно утверждает Шеллинг.

И здесь также, как и везде у Шеллинга, соблюден принцип диалектического развития (причина — следствие) по трём эпохам: прошлое, настоящее, будущее. Вначале человек называет то, что видит, «чудом» или роком, позднее прозревает и видит в хаосе несвязанные механические закономерности, но став свободным через познание, он, впитывая все сущее в его истине, получает провидение. Он сам уже действует, мыслит, предвидит как бог. Тут бог постепенно и неизбежно произрастает из реальности развития человека не как роковая и страшная, а как вполне понятная, осмысленная и необходимая сила.
Если в истории абсолютное совпадение необходимого и свободного существует только в боге, то в искусстве это же совпадение имеет место в творчестве художника. Художественное творчество, представляя собой планомерный акт, совершается так же бессознательно и необходимо, как и процесс природы. Такая необходимость является для художника чем-то вроде роковой судьбы — но эта судьба, этот рок и есть его гений. В искусстве развитие самосознания получает своё завершение.
- В первой, теоретической, стадии оно является миросозерцающим,
- во второй, практической, — мироупорядочивающим,
- в третьей, художественной, оно обнаруживается как творящее мир.

Открываемая Шеллингом аналогия между художественным творчеством и мировой историей даёт возможность нового эстетического обоснования космологии. При этом мир понимается как продукт художественного творчества бога, и, наоборот, всякое произведение искусства — как своего рода микрокосм. Эта эстетическая точка зрения получила впоследствии талантливое, но весьма одностороннее развитие в философии мировой фантазии Фрошаммера.

#### Связь натурфилософии и субъективного идеализма Фихте
Первые наброски натурфилософии Шеллинга находились в тесной связи с субъективным идеализмом Фихте. Задачей Шеллинга было, между прочим, конструировать природу из трансцендентальных условий познания. Если эта задача фактически получила лишь кажущееся разрешение, то, во всяком случае, Шеллинг признавал такое конструирование вполне возможным.
По мере развития натурфилософии её отношение к точке зрения Фихте существенно изменялось. Понимание природы, как объекта, существующего лишь в сознании, то есть как чисто феноменальной действительности, сменилось взглядом на природу, как на нечто сущее вне сознания и до сознания. Напротив, само сознание получило значение чего-то вторичного, появляющегося лишь на известной стадии развития природы. Кроме значения субъективного феномена, понятие природы получило смысл совершенно самостоятельного объекта. Таким образом точка зрения Шеллинга начала противополагаться субъективному идеализму Фихте, как объективный идеализм.
Это противоположение получило наиболее ясное выражение в полемическом сочинении Шеллинга против Фихте: «Ueber das Verhältniss der Naturphilosophie zur verbesserten Fichteschen Lehre». Здесь Шеллинг доказывает невозможность вывести природу из одних лишь принципов субъективного. Кроме того, он находит противоречие у Фихте между его пониманием природы и тем значением, которое он ей приписывает, а именно значением задержки или препятствия, необходимого для деятельности духа и для реализации его свободы. Если природа не имеет никакой внешней реальности, а всецело создана познающим «я», то она и не может быть объектом деятельности. «На такую природу, — остроумно замечает Шеллинг, — так же нельзя воздействовать, как нельзя ушибиться об угол геометрической фигуры». Если в первых двух периодах философия Шеллинга представляла своеобразную концепцию Фихте — Спинозовских принципов, то в третьем она является, кроме того, отражением систем Платона, Бруно и Лейбница.

#### Философия тождества
Философия тождества есть средоточие мировоззрения Шеллинга, предуказанное уже на предыдущих стадиях его философского развития и обусловливающее собой его мистическое завершение. Вместе с тем это самый туманный и малопонятный отдел его философии. Попытка связать и объединить основные идеи величайших философов в одно целое могла быть осуществлена лишь под покровом чрезвычайной абстракции и при помощи блуждающих понятий «субъект-объекта», «идеально-реального» и т. п.
Абсолютное тождество является у Шеллинга принципом, примиряющим два основных и вместе с тем противоположных воззрения: догматизм и критицизм. В первом природа признаётся независимой от познания; во втором она всецело понимается как продукт познания и вместе с тем теряет свою объективную реальность. И то, и другое воззрения заключают в себе истину.
В основе природы действительно лежит познание, но не относительное, человеческое, а абсолютное познание или, точнее, самопознание. В нём вполне уничтожается различие объективного и субъективного, идеального и реального, а потому это познание есть вместе с тем абсолютное тождество. Шелинг называет его также Разумом и Всеединством (All-Eine). Оно есть вместе с тем вполне законченное, вечное и бесконечное целое. Весь мир конечных вещей имеет свой источник в этом абсолютном тождестве, из недр которого он развивается в непрерывном самотворческом процессе.
Развитие мира идёт по степеням дифференцирования объективного и субъективного. Объективное и субъективное присуще всем конечным вещам, как необходимые факторы. Они относятся друг к другу как взаимно отрицательные величины, а потому увеличение одного связано с уменьшением другого. Сущность каждой конечной вещи всецело определяется преобладанием того или другого фактора. Все конечные вещи образуют различные формы или виды обнаружения абсолютного тождества, содержащие определённые степени субъективного и объективного. Эти виды Шеллинга называет потенциями.
Мир есть градация потенций. Каждая потенция представляет в мире необходимое звено. Шеллинг различает два основных ряда потенций: один, с преобладанием субъективного, имеет идеальный характер, другой, с преобладанием объективного, — реальный. Оба ряда в своей абсолютной величине совершенно одинаковы, но противоположны по возрастанию факторов идеального и реального. Шеллинг схематизирует эти ряды в виде двух противоположно направленных линий, исходящих из пункта безразличия; на концах этих линий помещаются полюсы объективного и субъективного обнаружения. В этом построении легко открыть излюбленную Шеллингом схему магнита. Каждая потенция есть обнаружение вечных идей абсолютного; последние относятся к первым, как natura naturans к natura naturata.
Идеи, как вечные единства в недрах абсолютного, Шеллинг уподобляет монадам. Такое же уподобление понятия монады платоновским идеям сделано было некогда самим Лейбницем. В понятиях идеи-монады-потенции, объединённых высшим принципом абсолютного тождества, Шеллинг пытается совместить философию Платона, Лейбница и Спинозы со своей натурфилософией. Весьма естественно, что философия тождества, представляя синтез идей трёх названных философов, являлась в то же время возобновлением мировоззрения Бруно, бывшего исторической ступенью от Платона к Спинозе и Лейбницу.
В честь его Шеллингом написан диалог «Бруно», представляющий видоизменение системы тождества, изложенной первоначально more geometrico в «Darstellung meines Systems der Philosophie». В «Бруно» принцип тождества характеризуется с несколько иных точек зрения. Совпадение идеального и реального в абсолютном приравнивается единству понятия и созерцания. Это высшее единство есть идея или мыслящее созерцание; в нём совмещаются общее и частное, род и индивидуум. Тождество созерцания и понятия есть вместе с тем тождество красоты и правды, конечного и бесконечного. Бесконечное или, что то же, абсолютное тождество представляет у Шеллинга идейное целое, лишённое какой бы то ни было дифференциации, но вместе с тем являющееся источником всего дифференцированного. Это та пучина бытия, в которой теряются всякие очертания и к которой относится насмешливое замечание Гегеля, что в ней все кошки серы.

### Четвёртый период

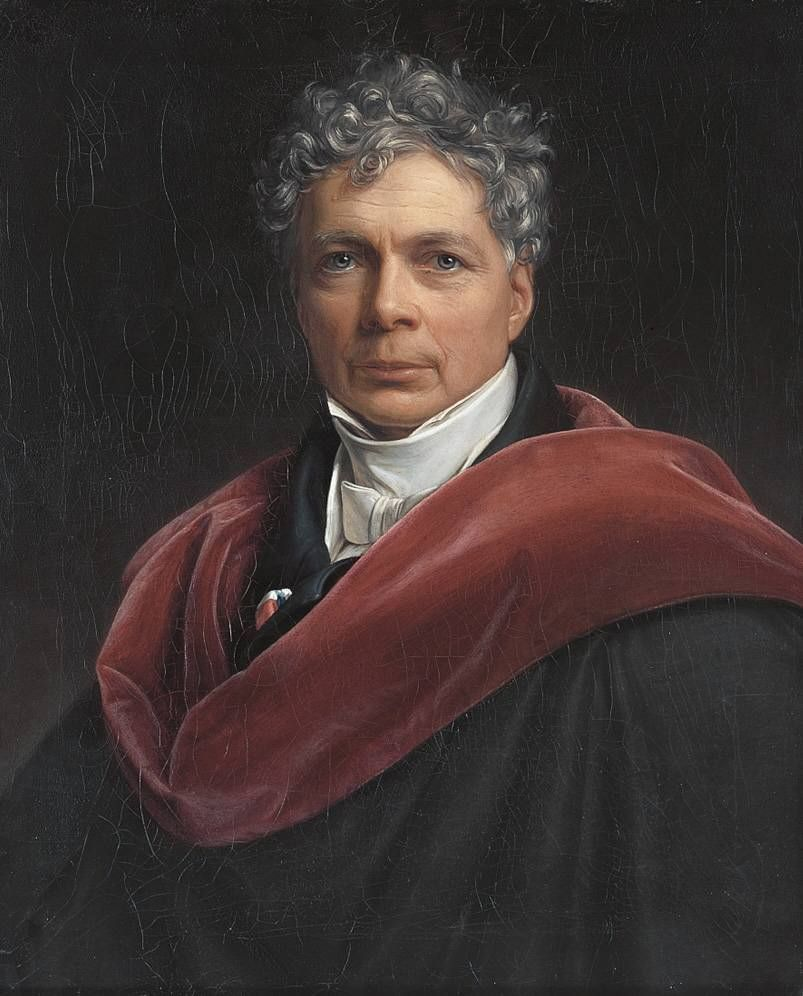
На портрете Штилера (1835)

Вопрос о возникновении конечного из недр бесконечного относится уже к философии религии. Вопрос состоит в том, как понимать отношение низшей, то есть материальной природы к богу. Материальное может быть противопоставлено богу как совершенно самостоятельное начало или выводиться из сущности бога через посредство понятия эманации, как у неоплатоников. Шеллинг отрицает оба эти способа.
Первое, дуалистическое, понимание противоречит монизму его философии, понятие же эманации противоречит его абсолютному. В абсолютном могут быть только абсолютные же сущности, но не конечные вещи. Между ними не может быть также никаких постоянных переходных ступеней, как это предполагается понятием эманации.
Остаётся третье решение, которое и принимает Шеллинг: чувственный мир конечных вещей происходит вследствие отпадения его от божества. Это отпадение не представляет постепенного перехода, как в эманации, но резкий скачок. Так как только абсолютное обладает истинным бытием, то отделившийся от него материальный мир не есть истинно сущий. Самое отпадение имеет своё обоснование в природе абсолютного, которое представляет единство двойственности. Абсолютное имеет в себе самом своё абсолютное противоположение (Gegenbild); в нём происходит вечное самоудвоение. Эта вторичная природа абсолютного, обладающая свободой, и есть источник отпадения.
Отпадение является безвременным мировым актом; оно же составляет принцип греха и индивидуализации. Отпадение есть причина конечного мира, целью которого является возвращение к богу. Единство мира и бога должно быть восстановлено. К этому единству ведёт и в нём завершается откровение бога. Вся история, взятая в целом, есть это развивающееся откровение. Лишь в новом соединении с богом начинается вечная блаженная жизнь или царство духов.
Участие в этой блаженной жизни нельзя понимать как личное бессмертие. Всякое личное самостоятельное «я» (Ichheit) греховно в этой своей отдельности, и по самому понятию своему является конечным или смертным.

#### Вопрос о происхождении зла
Следующим основным вопросом философии религии является происхождение зла, в связи с проблемой человеческой свободы. Разрешению этих вопросов посвящено последнее значительное и притом самое глубокое произведение Шеллинга: «Philosophische Untersuchungen über das Wesen der menschlichen Freiheit und die damit zusammenhängenden Gegenstände». Здесь инспирирующими мыслителями являются для Шеллинга немецкий теософ Яков Бём и отчасти его современник Баадер.
Проблема отношения зла к богу может иметь дуалистическое разрешение — в котором зло понимается как самостоятельное начало, — и имманентное. В последнем случае виновником зла является сам бог. Шеллинг примиряет обе эти точки зрения. Зло возможно только при допущении свободы; но свобода может быть только в боге. С другой стороны, корень зла не может быть в личности бога. Эту антиномию Шеллинг устраняет принятием в боге чего-то такого, что не есть сам бог.
Бытие бога состоит в самообнаружении. Но понятие самообнаружения предполагает скрытое состояние, из которого обнаруживается бог, как действительность. Таким образом в боге нужно различать основу (Grund) существования и само существование. Эта основа бога есть его природа. В этом же понятии основы или природы находит своё объяснение бытие конечных вещей. Вещи имеют своё основание в том, что не есть сам бог, а именно в основе его существования.
В этом пункте Шеллинг впервые отступает от монистического пантеизма Спинозы, выражающегося в формуле Deus sive natura. Под природой в боге следует понимать, по Шеллингу, тёмную бессознательную силу, стремящуюся к обнаружению и просветлению. Сущность этой природы есть слепая воля. Её цель — разум. Из тёмных недр своей природы бог порождает себя как высший разум, как своё разумное отображение (Ebenbild). Отображение это потенциально коренится уже в темной основе. В ней оно существует implicite и развивается в процессе Божественного самообнаружения. В нём заключается истинное единство бога.
Подобно тому как в человеческом творчестве хаотический беспорядок мыслей и образов озаряется и объединяется основной идеей в художественное целое, так точно тёмные и разрозненные силы природы бога объединяются светом развивающегося разума в единство божественной личности. Различение в боге первоначальной природы (Deus implicitus) и развивающейся личности бога (Deus explicitus) является весьма важным пунктом в философии религии Шеллинга, выясняющим его отношение к натуралистическому пантеизму и его противоположности — теизму.
Это отношение особенно рельефно выяснено Шеллингом в его полемическом «Памятнике» философии Якоби. Против критики Якоби, обвинявшего его в пантеизме, Шеллинг выставляет тот аргумент, что его пантеизм является необходимой основой для развития на нём теистического мировоззрения. Теология, начинающая с личного бога, даёт понятие, лишённое всякой основы и определённого содержания. В результате такая теология может быть лишь теологией чувства или незнания. Напротив, философия тождества является единственно возможным источником философского богопознания, так как она даёт вполне доступное разуму понятие бога, как личности развивающейся из своей первоосновы. Теизм невозможен без понятия живого личного бога, но понятие живого бога невозможно без понимания бога развивающимся, а развитие предполагает природу, из которой бог развивается. Таким образом теизм должен иметь своё обоснование в натурализме.
Истинная философия религии есть соединение как той, так и другой точки зрения. Самообнаружение бога идёт по ступеням и состоит во внутренней «трансмутации» или просветлении темного принципа. Конечные вещи представляют различные виды и формы этой трансмутации. В них во всех есть известная степень просветления. Высшая степень этого просветления состоит в разуме или универсальной воле (Universalwille), приводящей все космические силы к внутреннему единству. Этой универсальной воле противостоит частная или индивидуальная воля отдельных творений, коренящаяся в отличной от бога его основе. Обособленная воля индивидуальных существ и универсальная воля представляют два моральных полюса. В преобладании первой над последней и состоит зло.
Человек представляет ту стадию, на которой впервые обнаруживается универсальная воля. В нём же впервые является возможность того раздвоения индивидуальной и универсальной воли, в котором обнаруживается зло. Это возможное раздвоение есть следствие человеческой свободы. Таким образом зло в человеческой природе состоит в утверждении своей обособленности, в стремлении от первоначального центра абсолютного к периферии. Шеллинг оспаривает мнение блаженного Августина и Лейбница, что зло есть чисто отрицательное понятие недостатка или отсутствия добра. В противоположность этому взгляду, он видит в зле положительную силу, направленную против силы добра.
Шеллинг подтверждает это тем, что если бы зло состояло только в недостатке добра, то оно могло бы обнаруживаться лишь в ничтожнейших существах. Между тем, в действительности зло становится возможным лишь для совершеннейших существ и часто идёт рука об руку с обнаружением великих сил, как, например, у дьявола. «Небу противостоит не земля, но ад, — говорит Шеллинг, — и подобно энтузиазму добра существует также воодушевление зла». Хотя зло и представляет силу, враждебную богу, но только при его посредстве возможно самообнаружение бога. Бог может обнаружиться лишь в преодолении своей противоположности, то есть зла, ибо вообще всякая сущность обнаруживается только в своей противоположности: свет — во тьме, любовь — в ненависти, единство — в раздвоенности.
Представляя естественное стремление, направленное в сторону, противоположную универсальной воле, — зло побеждается актом отречения от своей индивидуальности. В этом самоотречении, как в огне, должна очиститься человеческая воля, чтобы стать причастной универсальной воле. Для победы над злом необходимо прежде всего преодолеть в себе темное начало стихийной природы. Стоя на кульминационном пункте природы, человек естественно стремится опять низринуться в бездну, подобно тому как взобравшегося на вершину горы охватывает головокружение и угрожает ему падением. Но главная слабость человека — в страхе перед добром, ибо добро требует самоотречения и умерщвления своего себялюбия. Однако человек по природе своей способен преодолеть этот страх и стремление ко злу. В этой способности и состоит свобода.
Под свободой Шеллинг понимает не случайную возможность выбора в каждом данном случае, а внутреннее самоопределение. Базисом этого самоопределения является интеллигибельный характер, то есть то prius в человеческой индивидуальности, которое от века обусловливает данную человеческую конституцию и вытекающие из неё поступки. Интеллигибельный характер есть тот предвечный акт индивидуальной воли, которым определяются остальные её проявления. Первичная воля, лежащая в основе интеллигибельного характера, вполне свободна, но те акты, в которых она проявляется, следуют друг за другом с необходимостью и определяются её первоначальной природой. Таким образом в развитии интеллигибельного характера совмещается свобода с необходимостью (индетерминизм и детерминизм).
В этом смысле Шеллинг устанавливает понятие прирождённого зла или добра, напоминающее кальвинистическую идею морального предопределения. Виновность человека в том зле, которое он обнаруживает, лежит не столько в его сознательных деяниях, сколько в досознательном самоопределении его интеллигибельного характера. Вопрос о личности бога Шеллинг рассматривает в тесной связи с вопросом об отношении бога ко злу. Источником зла является темная природа в боге. Ей противостоит идеальное начало в боге или разум, — в объединения этих двух начал и состоит личность бога. Идейное начало обнаруживается в любви. Слепая воля к самопорождению и свободная воля любви являются основными деятельностями бога, объединяющимися в его личности.
В силу этого соединения тёмная природа, поскольку она в боге, не есть ещё зло. Она становится злом лишь в природе конечных вещей, где она не подчиняется светлому началу и высшему единству. Таким образом зло лишь попутно (begleitungsweise) развивается в самообнаружении бога и хотя коренится в его темной природе, не может быть признано актом бога. Оно есть злоупотребление силами бога, которые в его личности являются абсолютным добром. Объединение темного или стихийного и идейного принципа в боге происходит при посредстве любви в глубочайшей первооснове бога (Urgrund), которая и есть его абсолютная личность. Таким образом сам бог подлежит развитию и проходит три основные фазы своего бытия: первооснову, дух и абсолютную личность. Подробное исследование о фазах или эонах бога предпринято было в оставшемся неоконченным сочинении «Weltalter». Здесь Шеллинг применяет понятие потенции к периодам развития бога.

#### Позитивная философия Шеллинга
Позитивная философия Шеллинга представляет, по его собственному признанию, завершение его предыдущей негативной философии. Точка зрения, развитая Шеллингом в этом заключительном периоде его развития, не имела специального литературного выражения и получила обнародование путём читанных в берлинском университете лекций, и кроме того — в посмертном издании сочинений Шеллинга по оставленным им бумагам.
Негативную философию Шеллинг определяет как рационалистическое мировоззрение, постигающее мир в понятиях разума. Такой философией была его собственная система, а также идеализм Гегеля, представляющий, по его словам, лишь детальное развитие высказанных им идей. В противоположность ей положительная философия есть постижение мира не в его рациональной сущности, но в самом его реальном существовании. Это постижение основывается уже не на рассудочной деятельности, а на процессах интуитивного характера, составляющих содержание религии. Поэтому-то положительная философия направляет своё внимание на те области человеческого сознания, в которых истина получается иррациональным путём, а именно на религиозно-художественное созерцание и откровение.
Соответственно этим двум источникам положительной истины, положительная философия состоит в философии мифологии и философии откровения. Предметом её является, во-первых, теогонический процесс, и во-вторых, история самообнаружения бога в человеческом сознании. Здесь Шеллинг в несколько видоизменённой и более туманной форме повторяет высказанную ранее теорию трёх основных моментов или потенций в бытии бога.
Этим трём потенциям соответствуют три Лица божественной природы:
- Бог Отец,
- Бог Сын и
- Бог Дух.

Из всех конечных существ один лишь человек находится в непосредственном взаимодействии с богом. Взаимодействие это выражается в религии. Шеллинг отличает в религии подготовительную стадию, или мифологию язычества, и религию откровения, то есть христианство. Мифология есть природная религия, в которой религиозная истина раскрывается в естественном процессе развития, подобно тому как в естественном развитии природы постепенно обнаруживается её идейный смысл.
В мифологии Шеллинг различает три стадии, по степени преодоления периферической множественности многобожия центральным единством монотеизма. В религии откровения, главным лицом которой является сам Христос, Шеллинг также видит три стадии:
- предсуществование,
- вочеловечение и
- примирение.

Такую же тройственность устанавливает Шеллинг по отношению к историческому развитию христианства, образующего три эпохи по именам главных апостолов.
- Первая эпоха, Петра, знаменует собой внешнее и насильственное единство церкви.
- Эпоха Павла разрывает это единство и вносит в христианство дух свободы.
- Будущая эпоха Иоанна восстановит потерянное единство на почве свободы и внутреннего просветления.

Пётр — по преимуществу представитель бога Отца, Павел — Сына, Иоанн — Духа. Положительная философия Шеллинга представляет в сущности не что иное, как философию религии. Её отличие от непосредственно предшествовавших ей исследований об отношении мира к богу состояло лишь в том, что в них религиозные вопросы решались главным образом на почве чисто философской спекуляции, тогда как в положительной философии философское исследование включает в себя содержание исторических религий и даёт этому содержанию рациональное истолкование и форму. В действительности и негативная философия последнего периода проникнута была духом христианства; она находилась под влиянием христианства de facto, тогда как философия положительная подчинилась этому влиянию de jure и ex principio.

## Значение философии Шеллинга
Шеллинг не оставил определённой школы, которая могла бы быть обозначена его именем. Его система, представлявшая интеграцию трёх сравнительно чуждых друг другу воззрений
- субъективного идеализма,
- объективного натурализма и
- религиозной мистики,

— могла сохранять своё несколько насильственное единство только в кругозоре его ума и в своеобразной форме его изложения.
Весьма естественно поэтому, что многочисленные исследователи Шеллинга являются приверженцами лишь отдельных эпох его философской деятельности. Главным продолжателем центрального мировоззрения Шеллинга, а именно системы тождества, в её идеологической форме, был Гегель, значительная зависимость которого от Шеллинга едва ли может быть отрицаема.
Затем, кроме упомянутых уже последователей натурфилософии Шеллинга, к нему примыкают в тех или иных отношениях И. Вагнер, Клейн, фон Эшенмайер, фон Шуберт, Краузе, Зибберн, Зольгер, Фрошаммер, Бюкуа. Влияние Шеллинга испытал на себе также и Фехнер. Немаловажное значение имело увлечение Шеллингом и в России. Многие выдающиеся представители интеллектуальной жизни России в 20-х и 30-х годах находились под непосредственным или косвенным его влиянием. В прямой зависимости от философии Шеллинга были почти все славянофилы, лишь впоследствии обратившиеся к гегельянству. Его идеи излагали с академических и университетских кафедр Велланский, Галич, Давыдов, Павлов, Надеждин, Скворцов. Наконец, возрождение религиозно-мистических чаяний Шеллинга нельзя не отметить в произведениях Вл. С. Соловьёва, давшего в своей повести об антихристе живую картину восстановления единства церкви просветлённым старцем Иоанном.
Значение философии Шеллинга состоит в проведении той мысли, что в основе мира лежит живой идейный процесс, имеющий своё правдивое отражение в человеческом познании. Мысль эта является отчасти видоизменением основного положения рационализма XVII и XVIII вв. о тождестве логических и реальных отношений. Однако обоснование и развитие её имеет у Шеллинга весьма существенные отличия. Разум и внешняя действительность, хотя и находятся у рационалистов во взаимном соответствии, но реально чужды друг другу и являются согласованными лишь через посредство бога. У Шеллинга разумность (или идейность) и реальность взаимно проникают друг друга, вследствие чего акт познания является естественным обнаружением этого природного тождества. При этом понятие свободы имеет у Шеллинга гораздо более широкое применение, чем у рационалистов.
Идеализм Шеллинга не может также считаться упразднённым через идеализм Гегеля, от которого он отличается большей жизненностью. Если в детализации понятий, в более строгом и отчётливом их обосновании абсолютный идеализм несомненно представляет шаг вперед по сравнению с несколько туманным идеализмом Шеллинга, то последний остался зато совершенно свободным от коренной ошибки Гегеля, состоящей в сведении реального без остатка на идеальное. Реальное у Шеллинга только содержит в себе идеальное, как свой высший смысл, но обладает, кроме того, иррациональной конкретностью и жизненной полнотой. Отсюда у Шеллинга является вполне понятным уклонение существ от абсолютных норм разумности и добра.
Вообще теория происхождения зла и его отношения к богу является одним из наиболее ценных и глубоко продуманных отделов системы Шеллинга, имеющим непреходящее значение для философии религии.

## Литературное творчество

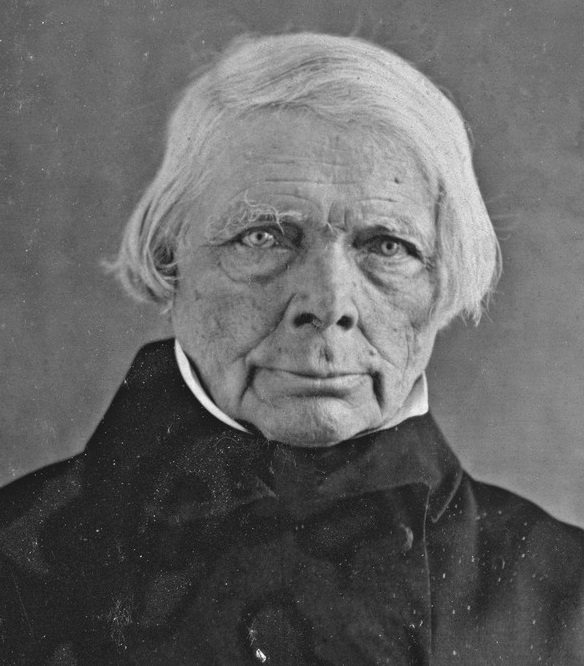
Шеллинг в старости (1848)

В 1799 году Шеллинг написал сатирическую антиклерикальную поэму «Эпикурейские воззрения Гейнца Упрямца». Эта поэма направлена по адресу статьи Новалиса «Христианство, или Европа», в которой положительно оценивается время, когда якобы только одна вера объединяла Европу. Поэма вызвала первый разлад в иенском кружке романтиков. Сначала поэму и статью было решено напечатать в журнале романтиков «Атенея», но ни поэму, ни статью не опубликовали. Поэма при жизни Шеллинга не была напечатана и в полное собрание сочинений не попала.
Август Шлегель увидел у Шеллинга поэтический талант и поощрял его первые стихотворные опыты, а также придумал для него псевдоним Бонавентура. В «Альманахе муз на 1802 год» под редакцией Шлегеля и Тика (1801 г.) были напечатаны четыре стихотворения Шеллинга: «Последние слова пастора», «Песня», «Растение и животное», «Земной жребий».
Жан Поль также приписал Шеллингу авторство философского романа «Ночные бдения» («Ночные дозоры»), опубликованного в 1805 г. всё под тем же псевдонимом. Книга эта прославилась во второй половине XX века, когда в ней усмотрели предвосхищение прозы экспрессионистов и модернизма Кафки и Гессе. Впрочем, обнаруженная в 1987 г. в библиотеке Амстердамского университета рукописная записка Клингемана и «новейшие немецкие исследования почерка в оригинальной рукописи доказывают несомненное авторство Клингемана».

## Важнейшие сочинения
- «О возможности формы философии вообще» («Ueber die Möglichkeit einer Form der Philosophie überhaupt», 1794);
- «Я как принцип философии» («Vom Ich als Princip der Philosophie», 1795);
- «Философские письма о догматизме и критицизме» («Philosophische Briefe über Dogmatismus und Kriticismus», 1795);
- «Abhandlungen zur Erläuterung des Idealismus der Wissenschaftslehre» (1796-97);
- «Идеи к философии природы» («Ideen zur Philosophie der Natur», 1797);
- «О мировой душе Архивная копия от 29 октября 2015 на Wayback Machine» («Von der Weltseele Архивная копия от 10 октября 2014 на Wayback Machine», 1798);
- «Первый набросок системы натурфилософии» («Erster Entwurf eines Systems der Naturphilosophie», 1799);
- «Einleitung zum Entwurf» (1799);
- «Система трансцендентального идеализма Архивная копия от 24 сентября 2014 на Wayback Machine» («System des transcendentalen Idealismus Архивная копия от 20 августа 2014 на Wayback Machine», 1800);
- «Всеобщая дедукция динамического процесса» («Allgemeine Deduction des dynamischen Processes», 1800);
- «Об истинном понятии натурфилософии» («Ueber den wahren Begriff der Naturphilosophie», 1801);
- «Изложение моей философской системы» («Darstellung meines Systems der Philosophie» 1801);
- «Bruno. Ein Gespräch» (1802);
- «Fernere Darstellungen aus dem System der Philosophien» (1802);
- «Философия искусства Архивная копия от 29 октября 2015 на Wayback Machine» («Philosophie der Kunst» — лекции, читанные в Йене в 1802—1803 гг. и в Вюрцбурге в 1804—1805 гг.; изд. посмертно).

Важное значение имеют:
- «Zusätze» ко второму изданию «Ideen» в 1803 г. и
- «Abhandlung über das Verhältniss des Realen und Idealen in der Natur», присоединённое ко 2 изд. «Weltseele» (1806);
- «Vorlesungen über die Methode des akademischen Studiums» (1803);
- «Philosophie und Religion» (1804);
- «Darlegung des wahren Verhältnisses Naturphilosophie zur verbesserten Fichteschen Lehre» (1806);
- «Ueber das Verhältniss der bildenden Künste zur Natur» (торжественная речь, читанная в мюнхенской академии искусств в 1807 г.);
- «Philosophische Untersuchungen über das Wesen der menschlichen Freiheit» (1809);
- «Denkmal der Schrift Jacobis von den göttlichen Dingen» (1812);
- «Weltalter» (посмертно);
- «Ueber die Gottheiten von Samothrake» (1815);
- «Ueber den Zusammenhang der Natur mit der Geisterwelt» (посмертно);
- «Die Philosophie der Mythologie und der Offenbarung» (позитивная философия — посмертное изд.).

Кроме этого, Шеллингом написано много мелких статей и рецензий, помещённых в издававшихся им журналах и вошедших в посмертное издание его сочинений, предпринятое его сыном (1856—1861, 14 т.). Туда же вошли многочисленные торжественные речи Шеллинга.

## Публикация сочинений в переводе на русский
- Философские исследования о сущности человеческой свободы. — СПб., 1908.
- Философские письма о догматизме и критицизме // Сборник «Новые идеи в философии», 12. — СПб., 1914.
- Философия искусства. Архивная копия от 25 октября 2009 на Wayback Machine — М.: Мысль, 1966.
- Сочинения в 2 томах. Архивная копия от 25 октября 2009 на Wayback Machine — М.: Мысль, 1987.
- Идеи к философии природы как введение в изучение этой науки. — СПб.: Наука, 1998. — 518 с.
- Система мировых эпох. — Томск: Водолей, 1999. — 320 с. — ISBN 5-7137-0132-8
- Философия откровения Архивная копия от 25 октября 2009 на Wayback Machine (в 2 томах). — СПб., 2000.
- Ранние философские сочинения. — СПб.: Алетейя, 2000. — 484 с. — ISBN 5-89329-261-8.
- Лекции о методе университетского образования Архивная копия от 4 марта 2016 на Wayback Machine. — СПб.: Міръ, 2009.
- Трактат об источнике вечных истин Архивная копия от 6 февраля 2016 на Wayback Machine — «ΕΙΝΑΙ: Проблемы философии и теологии». — № 2 (002). — СПб., 2012.
- Философия мифологии. В 2 томах. — СПб.: Изд-во СПбГУ, 2013.
- О сущности немецкой науки. — СПб.: Изд-во Политехнического университета, 2014. (фрагмент) Архивная копия от 30 декабря 2014 на Wayback Machine
- Изложение моей системы философии. — СПб.: Наука, 2014. — 264 с. — ISBN 978-5-02-038365-4.
- Философия откровения. — СПб.: Умозрение, 2020. — 888 с. — (Philosophia perennis) — ISBN 978-5-6041974-2-4.